# Moulinet, Lot-et-Garonne
Moulinet là một xã thuộc tỉnh Lot-et-Garonne trong vùng Nouvelle-Aquitaine phía tây nam nước Pháp. Xã này nằm ở khu vực có độ cao trung bình 137 mét trên mực nước biển.

## Kết nghĩa
- Moulinet kết nghĩa với Moulinet thuộc tỉnh Alpes-Maritimes.[1]